# Nemotelus hansoni
Nemotelus hansoni är en tvåvingeart som beskrevs av Mason 1997. Nemotelus hansoni ingår i släktet Nemotelus och familjen vapenflugor. Inga underarter finns listade i Catalogue of Life.